# Touré Kunda
Touré Kunda és un grup musical senegalès. El componen dos germans, Ismaïla i Sixu Tidiane Touré, i canten en diversos idiomes (wòlof, soninke, ful, mandinga, diola, i també crioll portuguès) que reflecteixen la diversitat lingüística de la seva regió, Casamansa. Ismaïla Touré va morir de càncer el 27 de febrer de 2023 a París, als 73 anys..

## Discografia
- E'Mma Africa (1980)
- Touré Kunda (1981)
- Amadou Tilo
- Casamance au clair de lune (1984)
- Paris Ziguinchor (Live) (1984)
- Natalia (1985)
- Toubab Bi (1986)
- Best of Touré Kunda (1987)
- Karadindi (1988)
- Salam (1990)
- Sounké (Live) (1991)
- Sili Beto (1992)
- Mouslai (1996)
- The Touré Kunda Collection (1996)
- Légende (1999)
- Terra Saabi (2000)
- Santhiaba (2008)